# Torymus luridus
Torymus luridus är en stekelart som beskrevs av Zavada 2001. Torymus luridus ingår i släktet Torymus och familjen gallglanssteklar. Inga underarter finns listade i Catalogue of Life.